# Järrestad herred
Järrestad herred (før 1658 dansk: Jerrested herred) var et herred beliggende i  Skåne. Simrishamn ligger i herredet. Järrestad er en mindre kirkeby og sogn i Järrestad herred. 